# Униан ди Томар
«Униан ди Томар» (порт. FCI União de Tomar) — португальский футбольный клуб, основной представитель города Томар в национальном футболе, в округе Сантарен в центральной Португалии. Клуб основан в 1922 году, домашние матчи проводит на стадионе «Муниципал ди Томар», вмещающем 500 зрителей. Лучшим результатом является 10-е место в сезоне 1968/69.
Клуб основан 4 мая 1914 года и достиг наилучших результатов в своей истории в период с конца 1960-х до середины 1970-х годов, когда клуб выступал в высшем дивизионе португальского футбола, он до сих пор остаётся единственным клубом из округа Сантарен, который участвовал в высшем дивизионе национального чемпионата.
В этот золотой век клуба состоялись самые важные моменты в его истории, в то время клуб тренировали такие специалисты, как Ди Паола, Оскар Теллехеа, Фернандо Кабрита, Антонио Медейрос, Энрике Вега, Артур Сантос, Франсиско Андраде; также в то время за клуб играл легендарный Эйсебио.

## История

### Восхождение к вершинам
Клуб принял участие в национальных соревнованиях на серьёзном уровне в сезоне 1936/37, когда он играл во 2-й лиге национального чемпионата. После пятилетнего перерыва клуб вернулся во 2-й дивизион на сезоны 1941/42 и 1942/43.
Уже в конце 1950-х годов началось постепенное повышение в классе, из регионального чемпионата округа Сантарен в высший дивизион чемпионата Португалии.
Клуб становился чемпионом округа Сантарен в сезонах 1940/41, 1941/42 и 1955/56. Только в 80-х годах команда снова оказалась в региональном чемпионате Сантарен, в частности, выиграла его в сезоне 1987/88 и десять лет спустя, в сезоне 1997/98.
Был также триумф во втором дивизионе района Сантарен в сезоне 1957/58. С созданием третьего дивизиона чемпионата Португалии клуб поставил себе за цель пройти туда, и ему удалось это сделать в начале 60-х годов.
В сезоне 1964/65 «Униан ди Томар» выиграл свой первый крупный трофей, кубок третьего дивизиона, победив в финале соревнования «Оваренсе» со счётом 3-1.
Таким образом, в сезоне 1965/66 клуб участвовал в национальном чемпионате второго дивизиона, зоны Севера. Сенсационно всего два года спустя клуб достиг высшего дивизиона, воплотив большие стремления всех болельщиков.
Клуб выиграл Северную зону второго дивизиона в сезоне 1967/68 и поднялся на самый верхний уровень португальского футбола. Клуб вышел в финал соревнования, где встретился с «Атлетико Лиссабон», победителем зоны Юг, но на этот раз не выиграл трофей, потерпев поражение в финале со счётом 3-2.
Дебют в высшем дивизионе национального чемпионата состоялся в сезоне 1968/69 под командованием тренера Оскара Теллехеа, бывшего тренера «Витория Гимарайнш». Дебют как клуба, так и тренера удался, «Униан ди Томар» стал главной сенсацией чемпионата.
Проведение кампаний высокого качества, которую характеризовали не иначе как замечательную, «Униан ди Томар» занял 10-е место в итоговой турнирной таблице первого дивизиона, исторически лучший результат в истории клуба.

### Соперничество с «Виторией»
Первая официальная игра между «Униан ди Томар» и «Виторией» в первом дивизионе состоялась в пятом туре чемпионата сезона 1968/69, 6 октября 1968 года.
«Витория» проиграла со счётом 3-1, хотя показала, что может преодолеть трудности адаптации к полю на Муниципальном стадионе города Томар, названном позже «Муниципальный стадион 25 апреля».
Показав более хорошие технические качества, «Витория» была в движении почти весь матч, что говорило о хорошей физической форме. В первом тайме «Витория» контролировала матч, постоянно доминируя и создавая хорошие моменты.
Во втором тайме «Униан ди Томар» при активной поддержке своих болельщиков преодолел себя, взяв под контроль события и начав забивать, в то время как «Витория» заметно снизила темп. Матч закончился со счётом 3-1 в пользу «Униан ди Томар», единственный гол команда пропустила от бразильского полузащитника Аугусто. Несмотря на это, тот сезон был одним из самых ярких для «Витории», которую тренировал бразильский специалист Хорхе Виейра.
«Униан ди Томар» в матчах против «Витории» всегда испытывал большие трудности, и часто последней удавалось решить исход матча ещё в первом тайме.
Баланс подобных встреч был очень благоприятным для «Витории». В двенадцати играх между двумя клубами в первом дивизионе Португалии «Витория» выиграла шесть раз, были ещё две ничьи и четыре победы «Униан ди Томар».

### Попытки закрепиться в элите
Сезон 1968/69 клуб провёл во втором дивизионе, однако на следующий сезон вернулся, хотя, на этот раз, результаты были менее убедительными.
14-е место в финальном туре «Униан ди Томар» не покорилось, и клуб в конечном счёте понизился во второй дивизион.
Во втором дивизионе клуб задержался ненадолго, потому что в конце сезона 1970/71 «Униан ди Томар» вернулся в высший дивизион со второго места после квалификации.
В сезоне 1971/72 «Униан ди Томар» во главе с Фернандо Кабритой обеспечил себе место в высшем дивизионе на следующий сезон, заняв 12-е место в турнирной таблице.
После не очень убедительного сезона 1972/73, в котором «Униан ди Томар» испытал немало трудностей и оказался в нижней части турнирной таблицы, команда была вновь низведена до второго дивизиона.
Однако «Униан ди Томар» прошёл все испытания второго дивизиона и обеспечил себе возвращение на следующий сезон в высший дивизион, победив в финале 23 июня 1974 года на «Эштадиу Мунисипаль де Коимбра» «Спортинг Эшпинью» со счётом 4-3, один гол забил Хосе Карлос, а остальные три — Акорн, оформив хет-трик.
В чемпионате Португалии сезона 1974/75 «Униан ди Томар» боролся успешно и сумел остаться в высшем дивизионе на следующий сезон, снова заняв 12-е место в итоговой турнирной таблице, чем была закреплена желаемая стабильность.
Клуб вёл ожесточённую борьбу за сохранение места в высшей лиге в сезоне 1975/76. «Униан ди Томар» не смог подняться выше предпоследнего места и был понижен во второй дивизион, на этот раз навсегда, клуб больше никогда не возвращался в элиту португальского футбола.

### Общекомандный спад
До конца 1970-х клуб играл в центральной зоне второго дивизиона. В первые несколько сезонов команда настойчиво пыталась вернуться в высший дивизион, однако эти попытки были неудачными, и, в конце концов, клуб понизился в третий дивизион.
В первой половине 1980-х годов «Униан ди Томар» колебался между вторым и третьим дивизионом. Во второй половине этого десятилетия клуб был низведён до футбольных соревнований районного значения.
После трёх сезонов в дивизионе округа Сантарен «Униан ди Томар» вернулся в третий дивизион.
Выиграв эту кампанию в сезоне 1989/90, клуб вернулся во второй дивизион, где играл в течение трёх сезонов подряд, а после сезона 1992/93 опустился в третий дивизион.
С тех пор «Униан ди Томар» прочно закрепился в третьем дивизионе. Однако клуб постиг глубокий финансовый и кадровый кризис.
Это был самый трудный этап в долгой истории клуба. У «Униан ди Томар» не было ни стадиона, ни штаб-квартиры, арену для выступлений приходилось искать по всему городу.
В конце сезона 2001/02 «Униан ди Томар» понизился региональных чемпионатов округа Сантарен. Был даже вылет во второй дивизион района, такой результат никак не соответствовал статусу когда-то престижного клуба.
В настоящее время команда «Униан ди Томар» играет в основном региональном чемпионате округа Сантарен.